# 阿约提亚县
阿约提亚县（Ayodhya district），原名法扎巴德县（Faizabad district），是印度北方邦的一個縣，位於該國北部，面積2,764平方公里，識字率為70.63%，人口在2001至2011年期間增長18.16%，2011年人口2,468,371，人口密度每平方公里893人。

## 外部連結
- Faizabad city website
- 官方网站

26°47′N 82°08′E / 26.783°N 82.133°E